# Ondava
Ondava er en flod i det østlige Slovakiet, Bodrog nordlige kildeflod. Dens udspring er i de Nedre Beskider (Østlige Karpater), nær landsbyen Nižná Polianka, tæt på grænsen til Polen. Ondava løber mod syd gennem byerne Svidník, Stropkov og Trhovište og gennem Ondavská-højlandet. Den er 142 km lang og dens afvandingsområde er 3.355 km2.
I nærheden af landsbyen Cejkov løber Ondava sammen med Latorica og danner floden Bodrog, der er en biflod til Tisza. Ondava-floden er 44% reguleret.